# Albert Wendt (Dramatiker)

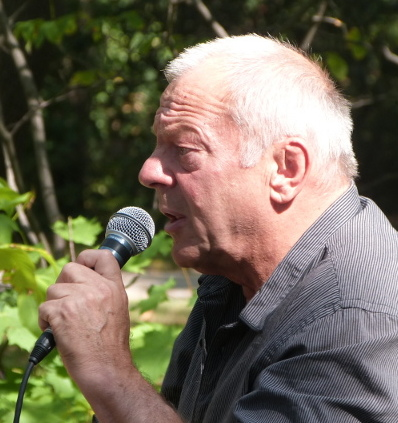
Albert Wendt beim Erlanger Poetenfest 2012

Albert Wendt (* 27. Februar 1948 in Borsdorf bei Leipzig) ist ein deutscher Dramatiker, Hörspiel- und Kinderbuchautor.

## Leben und Werk
Nach dem Abitur (1966 in Markkleeberg) arbeitete Albert Wendt als Ringer, Traktorist und Bühnenarbeiter. Er studierte einige Semester Kulturwissenschaften an der Universität Leipzig (1969–1972) und am Leipziger Literaturinstitut „Johannes R. Becher“ (1972–1974). 1977 nahm er an einem Szenaristen-Seminar an der Filmhochschule Babelsberg teil. Seit 1975 ist Albert Wendt freischaffender Schriftsteller. Er schreibt Theaterstücke, Hörspiele und Erzählungen für Erwachsene und Kinder. Im Jahre 1976 wurden Einakter unter dem Titel Drei kleine Nachtgeschichten vom Fernsehen der DDR verfilmt, 1986 sein erfolgreichstes Stück Der Vogelkopp. Sein dramatisches Schaffen wurde durch Gedichte und Aphorismen begleitet. Die Bühnenwerke, z. B. Sauwetterwind, Prinzessin Zartfuß und Padulidu und Lorelei, sind später als märchenhafte Erzählungen in Buchform erschienen.
Albert Wendt fasst humorvoll und in meist märchenhafter Form zentrale Probleme der Zeit in ihrer immer wiederkehrenden Aktualität. Sein Schaffen wurde durch nationale und internationale Preise anerkannt. Der Vogelkopp wurde 1990 am Schauspielhaus Zürich, 1993 unter dem Titel Tête-à-bécasse am Théâtre des Lunes, Neuchâtel/Schweiz, 2005 am Memorial Union Play Circle in Madison/Wisconsin sowie 2015 unter dem Titel Bird Brain am Western Canada Theatre in Kamloops/Canada inszeniert. 1987 erhielt er den Lessingpreis der DDR, 1989 für das Hörspiel Sauwetterwind (WDR) den Terres des Hommes Kinder-Hörspielpreis, 2009 für sein Kinderbuch Betti Kettenhemd und 2019 für das Kinderbuch Henrikes Dachgarten. Das Wunder auf der Krummen Sieben den Österreichischen Kinder- und Jugendbuchpreis.

## Hörspiele
- Der Fahrer und die Köchin, Regie: Joachim Staritz, Musik: Reiner Bredemeyer, mit Ursula Karusseit und Kurt Böwe, Ursendung: 22. Mai 1979
- Die fremde Fuhre, Regie: Achim Scholz, Musik: Stefan Diestelmann mit Eberhard Esche und Hermann Beyer, Ursendung: 19. März 1981
- Mein dicker Mantel, Regie: Peter Groeger, Musik: Reiner Bredemeyer mit Günter Naumann, Franziska Troegner, Gudrun Ritter und andere, Ursendung: 10. Juni 1982
- Heduda auf dem Pflaumenbaum, Regie: Peter Groeger, Musik: Lothar Voigtländer, mit Klaus Manchen, Gudrun Ritter, Peter Bause und andere, Ursendung: 1. Juli 1984
- Heduda auf dem Pflaumenbaum – zensierte, 10 Min. gekürzte Fassung, Regie: Peter Groeger, Musik: Lothar Voigtländer, mit Klaus Manchen, Gudrun Ritter, Peter Bause und anderen, Ursendung: 12. Februar 1985
- Das Blechboot, Regie: Fritz Göhler, Musik: Wolfgang Schoor, mit Jutta Wachowiak und Margit Straßburger, Ursendung: 6. Juni 1985
- Das Blechboot (SDR), Regie: Raoul Wolfgang Schnell, mit Maren Kroymann und Christine Schönfeld, Ursendung: 4. Mai 1986
- Heduda auf dem Pflaumenbaum (SR), Regie: Norbert Schaeffer, Komponist: Peter Zwetkoff, Ursendung: 18. August 1985
- Kleiner Weingarten am Meer (MDR/DLF), Regie: Judith Lorentz, mit Uwe Friedrichsen, Jule Böwe, Max Urlacher, Peter Fricke, Ernst Jacobi, Horst Bollmann und andere Ursendung: 26. Februar 2008

## Kinderhörspiele
- Das Hexenhaus, Regie: Peter Groeger, Musik: Hermann Anders, mit Otmar Richter, Eva Schäfer, Achim Petry, Werner Troegner, Franziska Troegner u. a., Ursendung: 20. März 1981
- C-Eierhuhn und Stolperhahn, Regie: Wolfgang Schonendorf, Musik: Reiner Bredemeyer, mit Ursula Werner, Ingeborg Krabbe, Walfriede Schmitt, Jürgen Holtz, Wolfgang Brunecker, Ursendung: 7. Juni 1981
- Der Sauwetterwind, Regie: Christa Kowalski, Musik: Friedhelm Schönfeld, mit Klaus Manchen, Hans-Joachim Hanisch, Angelika Waller, Jürgen Hentsch u. a., Ursendung: 21. August 1982, Übernahme durch Litera: 1985
- Bronek der Angeschlagene, Regie: Christa Kowalski mit Kay-Uwe Flack, Kurt Böwe, Jutta Wachowiak, Ursula Braun und andere, Ursendung: 29. Oktober 1983
- Vogelkopp, Regie: Norbert Speer, Musik: Reiner Bredemeyer mit Kurt Böwe, Katja Paryla, Klaus Piontek, Simone von Zglinicki, Hans Teuscher u. a., Ursendung: 29. Juni 1984
- Prinzessin Zartfuß und die sieben Elefanten, Regie: Christa Kowalski, Musik: Reiner Bredemeyer mit Juliane Korén, Wolfgang Hosfeld, Volkmar Kleinert, Henry Hübchen u. a., Ursendung: 6. Juli 1984
- Vogelkopp (SDR/NDR 1985), Regie: Otto Düben, Musik: Peter Zwetkoff mit Fritz Lichtenhahn, Barbara Freier, Christine Schönfeld, Erstsendung: 1. Dezember 1985
- Vogelkopp (WDR 1987), Regie: Frank Hübner, mit Peter Weis, Manuela Aplphons, Inga Abel u. a., Erstsendung: 9. Juni 1987
- Sauwetterwind (WDR 1988), Regie: Ulf Becker, Musik: Matthias Thurow, Sprecher: Daniel Brühl, Paul Bürks, Karlheinz Vosgerau, Mariel Mollowitsch u. a., Ursendung: 22. November 1988
- Adrian und Lavendel (Funkhaus Berlin), Regie: Karlheinz Liefers, mit Carmen-Maja Antoni, Klaus Piontek, Wolfgang Brunecker, Klaus Manchen, Axel Werner u. a., Ursendung: 7. August 1990
- Betty Kettenhemd (MDR/DLR/SDR), Regie: Hartmut Kirste, Musik: Uwe Hilprecht mit Otto Sander, Dorothea Sell, Margit Bendokat, Irm Hermann u. a., Ursendung: 21. September 1997
- Abele und der blasse Moff (MDR/SWF), Regie: Götz Fritsch mit Rudolf Wessely, Carl Heinz Choynski, Franziska Troegner, Hans-Joachim Hegewald, Ilja Richter u. a., Ursendung: 3. Oktober 1999
- Padulidu und Lorelei (MDR/WDR), Regie: Götz Fritsch, Musik: Peter Kaizar, mit Steffen Schult, Meriam Abbas, Peter Fricke, Vadim Glowna, Gert Haucke u. a., Ursendung: 18. Juni 2000
- Marta-Maria auf dem Spiegelschrank (MDR/WDR), Regie: Götz Fritsch, Musik: Peter Kaizar mit Oliver Stern, Holdine Wolter, Johann Adam Oest, Maria Happel, Hermann Lause u. a., Ursendung: 3. Juni 2001
- Marta-Maria auf dem Müllsack (MDR/WDR), Regie: Götz Fritsch, Musik: Peter Kaizar mit Oliver Stern, Holdine Wolter, Johann Adam Oest, Maria Happel, Hermann Lause u. a., Ursendung: 4. Juni 2001
- Die zartgeflügelte Dampfwalze – Neue Abenteuer mit Adrian und Lavendel (MDR), Regie: Götz Fritsch, mit Thomas Thieme, Eva Weißenborn, Horst Bollmann u. a., Ursendung: 21. Dezember 2003
- Prinzessin Wachtelei mit dem goldenen Herzen (MDR), Regie: Wolfgang Rindfleisch, mit Kathrin Angerer, Jürgen Holtz, Udo Kroschwald, Lars Rudolph u. a., Ursendung: 18. September 2005
- Der kleine Fallschirmspringer (MDR), Regie: Judith Lorentz, mit Yusuf El Baz, Winfried Glatzeder, Jule Böwe, Valery Tscheplanowa, Klaus Manchen, Jürgen Thormann u. a., Ursendung: 17. Februar 2013
- Das tanzende Häuschen (DLR). Regie Wolfgang Rindfleisch, Musik Frank Mehrforth, Ursendung 11. Oktober 2015, Deutschlandradio Kultur
- Henrike mit dem Dachgarten (MDR). Regie Wolfgang Rindfleisch, Musik Frank Merfort, Sprecherin Sonja Pfeil, Traute Hoess, Shorty Scheumann, Thomas Thieme u. a., Ursendung 9. Juli 2017

## Erzählungen für Erwachsene und Kinder
- Die Schritte. In: Bahnhofsgeschichten. Irgendwo nirgendwo, hrsg. von Fritz-Jochen Kopka und Martin Stephan. Berlin: Eulenspiegel Verlag 1988, S. 9–16 (Anthologie), ISBN 3-359-00228-8
- Das Hexenhaus. Der Kinderbuchverlag Berlin 1986, ISBN 3-358-00695-6
- Padulidu und Lorelei. Verlag Neues Leben, Berlin 2001, ISBN 3-355-01523-7
- Prinzessin Wachtelei mit dem goldenen Herzen. leiv Leipziger Kinderbuchverlag 2004, ISBN 3-89603-198-8
- Adrian und Lavendel. Verlag Jungbrunnen 2004, ISBN 978-3-7026-5755-0
- Der Sauwetterwind. leiv Leipziger Kinderbuchverlag 2005, ISBN 3-89603-235-6
- Der Stolperhahn. leiv Leipziger Kinderbuchverlag 2006, ISBN 3-89603-255-0
- Prinzessin Zartfuß und die sieben Elefanten. Verlag Jungbrunnen 2007, ISBN 978-3-7026-5780-2
- Betti Kettenhemd. Illustriert von Christian Hochmeister. Verlag Jungbrunnen 2008, ISBN 978-3-7026-5792-5
- Marta-Maria. Verlag Jungbrunnen 2010, ISBN 978-3-7026-5816-8
- Bummelpeters Weihnachtsfest. Mit Bildern von Anne Ibelings. Verlag Jungbrunnen 2010, ISBN 978-3-7026-5820-5
- Der kleine Waldräuber. Verlag Jungbrunnen 2012, ISBN 978-3-7026-5839-7
- Der kleine Fallschirmspringer. Verlag Jungbrunnen 2013, ISBN 978-3-7026-5844-1
- Das tanzende Häuschen. Verlag Jungbrunnen 2015, ISBN 978-3-7026-5870-0
- Henrikes Dachgarten – Das Wunder auf der Krummen Sieben. Verlag Jungbrunnen 2018, ISBN 978-3-7026-5916-5
- "Rhododendron" und andere Geschichten. (MDR). Regie: Wolfgang Rindfleisch. Gelesen von Jörg Schüttauf. Ursendung 2018 (Erzählungen nach Hörspieltexten; 1. Folge: "Rhododendron", 2. Folge: "Bummelpeters Weihnachtsfest", 3. Folge: "Die Dame mit dem Lampenschirm", 4. Folge: "Rettelbusch und Seidenschal", 5. Folge: "Bahnhofsengel Wacholder")
- Tok-Tok im Eulengrund. Das Geheimnis der Vogelfrau. Verlag Jungbrunnen 2020, ISBN 978-3-7026-5949-3
- Geschichten unter einem weiten Himmel. Verlag Jungbrunnen 2022, ISBN 978-3-7026-5963-9[1]

## Theaterstücke
- Das Hochhaus. UA: 1972 Arbeitertheater Leichtmetall Rackwitz, R: Jan Krüger
- Nachfrost/Die Weihnachtsmänner/Die Grille. UA: 11. September 1976, Städtisches Theater Leipzig, Kellertheater, R. Jürgen Kautz.
- Die Dachdecker. UA: 9. Oktober 1979, Städtisches Theater Leipzig, R: Karl-Georg Kayser
- Die wilden Wege. UA: 1979, Brandenburger Theater, R: Bernd Keßler
- Die Kellerfalle. UA: 6. April 1980, Städtisches Theater Leipzig, R: Karl-Georg Kayser
- Der Fahrer und die Köchin. UA: 1980, Berlin
- Schritte. UA: 1980, Das Ei, Theater im Friedrichstadtpalast Berlin
- Die Teefrau. (zusammen mit anderen Szenen unter dem Titel Wendt gegen Wendt) UA: 1980, Poetisches Theater „Louis Fürnberg“ der Karl-Marx-Universität Leipzig, Studiobühne der Universität Leipzig.
- C-Eierhuhn und Stolperhahn. UA: 10/1981 Arbeitertheater Maxim Gorki, Berlin, R: Hella Len
- Die fremde Fuhre. UA: 1982 Dresden
- Der Sauwetterwind. UA: 18. September 1982, Theater der jungen Welt, Leipzig, R: Hanns Gallert
- Der Sauwetterwind. UA: 14. Oktober 1982, Arbeitertheater Maxim Gorki, Berlin, R: Hella Len
- Bronek und die Angeschlagene. UA: 1984, Berlin
- Mein dicker Mantel. UA: 5. Oktober 1984, Theater der Bergarbeiter, Senftenberg, R: Carsten Ludwig
- Prinzessin Zartfuss und die sieben Elefanten. UA: 7. November 1984, Volksbühne Berlin
- Der Vogelkopp. UA: 11. Oktober 1985, Theater der Freundschaft Berlin, R: Carl-Hermann Risse. BRD UA: 7. Dezember 1986, Bühnen der Stadt Essen
- Heduda auf dem Pflaumenbaum. UA: 8. November 1985, Bühnen der Stadt Gera, R: Gerhard Neubauer
- Das Blechboot. UA: 20. Oktober 1989, Gerhart-Hauptmann-Theater Zittau
- Padulidu und Lorelei. UA: 8. Oktober 2000, Das Weite Theater Berlin
- Betti Kettenhemd. UA: 1. November 2001, Theater Salz und Pfeffer, Nürnberg
- Adrian und Lavendel. UA: 2002 Freiberg
- Abele und der blasse Moff. UA: 2002, Berlin
- Prinzessin Wachtelei mit dem goldenen Herzen. UA: März 2003, Theater Grashüpfer, Berlin, R: Sabine Steglich
- Rettelbusch und Seidenschal. Ballade von Albert Wendt. UA: 26. November 2009, Helios Theater, Hamm
- Betti Kettenhemd. Ein wildes Stück Theater für Kinder ab 6 nach dem gleichnamigen Kinderbuch von Albert Wendt. UA: 30. Juni 2018, Kulturgut Metzelthin, Produktion: flunker produktionen, R: Esther Steinbrecher

## Theaterstücke an internationalen Bühnen (Auswahl)
- Der Vogelchopf. Märchenstück von Albert Wendt. UA: 1990, Schauspielhaus Zürich
- Vogelkopp. UA: 2. Mai 2005 am “Memorial Union Play Circle” in Madison/Wisconsin, R: Manfred Roth
- Princess Henny Penny with the Golden Heart (Prinzessin Wachtelei mit dem goldenen Herzen übersetzt aus dem Deutschen von Paul Harman, 2004). UA: 12. November 2005 am CTC Theatre, Stockton-on-Tees/Cleveland, UK
- Bird Brain (based on the story Vogelkopf). UA: 21. Mai 2015 am Western Canada Theatre/PAVILION THEATRE in Kamloops/Canada, R: Vern Thiessen, Performed by the new WCT/TRU Young Company
- Tête-à-bécasse (Vogelkopp übersetzt aus dem Deutschen Monique Laederach). U.A. 1993 am Théâtre des Lunes, Neuchâtel/Schweiz., R: Käthi Vögeli
- Der Sauwetterwind. U.A. 1991 am Theater der Jugend, Wien/Österreich, R: Peter Rinderknecht
- Princesse Œuf de caille (Prinzessin Wachtelein übersetzt aus dem Deutschen Julien Usseglio mit der Unterstützung von Anna Maceda). UA: 3. Februar 2019 am Théâtre de la plume, Montpellier/Frankreich. R: Anna Maceda (conception et jeu), M: Urszula, ChrzanowskMarta Mattotti (création musicale), Marionetten: Ewa Maria Wolska (metteuse en scène et création de marionettes)

## Fernsehspiele
- Drei kleine Nachtgeschichten [Das Hochhaus (1972); Nachtfrost; Die Weihnachtsmänner; Die Grille (1976)]. Fernsehen der DDR 1977, Regie: Achim Hübner, mit: Jörg Gillner, Achim Hübner, Helga Piur u. a., Erstausstrahlung 3. Januar 1978
- Der Vogelkopp. Fernsehen der DDR, R: Horst Netzband; Inszenierung: Carl-Hermann Risse, Musik: Hans Ostarek; mit Rüdiger Sander, Isa Sander-Wolter u. a., Erstausstrahlung 25. Mai 1986

## Tonträger
- 1982: Der Fahrer und die Köchin (Rundfunkaufnahme) – Regie: Joachim Staritz (Hörspiel – Litera)
- 1985: Sauwetterwind – Regie: Christa Kowalski (Kinderhörspiel – Litera)
- 1987: Prinzessin Zartfuß und die sieben Elefanten – Regie: Cox Habbema (Kinderhörspiel – Litera)

## Aphorismen
Das verdichtete Nachdenken über seine Grundsätze und Arbeitsweisen hat Albert Wendt in aphoristischer Form festgehalten, veröffentlicht in den Sammlungen und Anthologien „Der Weisheit letzter Schuß“, „Dachdecker und andere Stücke und Texte“ sowie „Neue Aphorismen“. Die folgende Auswahl wurde auf der Homepage des Österreichischen Kinder- und Jugendbuchpreis veröffentlicht:
„Sätze aus den Arbeitsbüchern 2017. Albert Wendt über seine Arbeit an dem Buch "Henrikes Dachgarten“:
1. Aus kleinen Verhältnissen in größere heben – locken – führen – tanzen. Größere Verhältnisse in 3 Dimensionen: Raum, Zeit, Bewohner (himmlische Wesen bis Mäuse).
2. Es sind doch nur 4 Aufgaben, die ich vor mir habe: Die Vorstellung eines schönen Gebildes, das schöne Gebilde in einem Text fassen, mit Partnern um den Text ein passendes, haltbares Gefäß formen (Buch, Theaterstück, Hörspiel und dergleichen), mit Partnern Transportmittel nutzen und schaffen, um das Werk zu denen zu bringen, die es dringlichst brauchen.
3. Kein verseuchtes Terrain betreten oder gar beackern.
4. Wenn ich das weite Meer vor mir habe, warum soll ich mich dann abwenden und hinhocken und mit einem Stock in einem Abwassertümpel herumstochern.
5. Fülle bändigen! Nicht Leere füllen!
6. Den Helden hineinwerfen in die Kämpfe und dann zurücklehnen und betrachten. Den Helden prüfen bis an seine Grenzen, um zu erfahren, was er taugt.
7. Zehn Prüfungsfragen an den Text, bevor ich ihn aus der Hand gebe:
  1. Hat sich mein bisschen Ich nicht doch zu weit vorgedrängt? Ist es an der richtigen Stelle?
  2. Dient das Werk der Königin der Welt, der Sittlichkeit? Ist es unverklemmt, aber keusch?
  3. Wurde der Gegenstand klar umrissen?
  4. Ist das Werk eingebunden in die Folge der alten Meister?
  5. Interessiert es auch ein begabtes Kind in einem Flüchtlingstreck?
  6. Fehlte etwas, wenn ich Teile des Werkes weglasse?
  7. Fehlte etwas, wenn ich das Ganze weglasse?
  8. Waren genug Kräfte von Format an der Formung des Werks beteiligt?
  9. Habe ich alles Billige, Eitle, Eifernde, Aufgeregte, Überflüssige, Besserwisserische, Belehrende, Sensationslüsterne, Prahlerische getilgt?
  10. Kann das Werk den Blick aushalten, den Blick aus den neuen Augen, die mit einer neuen Epoche geboren werden (Heine-Zitat)?

„Sätze aus den Arbeitsbüchern von Albert Wendt“ (2021)
1. In der Mitte einer guten Geschichte sollte ein Thron bereitstehen, damit ein himmlischer Bote dort seinen ehrenden Platz finden kann … (Man kann doch nicht das Kräftespiel des Lebendigen fassen, ohne der über alle Maßen stärksten Kraft einen würdigen Platz zu geben).
2. Eine gute Geschichte ist die gelungenste Fasslichkeit des Lebendigen. In allen Kulturen, in allen Zeiten waren die guten Geschichten das haltbarste Gefäß, in dem die Menschheitserfahrungen über die Jahrtausende transportiert wurden.
3. Eine gute Geschichte ist ein schönes Gebilde, in dem menschliche Bewegungen von natürlichen Prozessen durchkreuzt werden.
4. Arbeiten bis es stimmt. Nur nicht vorschnell festmachen, nur nicht auf die üblichen Gleise geraten, nur nicht die Möglichkeiten des noch nie Gemachten, noch die Gefühlten, noch nie Gestalteten durch Ungeduld oder Faulheit vergeben!
5. Wir genießen großzügige Bewegungen. Eine gute Geschichte ist ein großzügiges Bewegen im Raum, in der Zeit und in den sozialen Ausdehnungen. Wir leben in Schachteln: Schachtelwohnung, Schachtelauto, Schachtel-U-Bahn, Schachtelhotelzimmer im Süden. In Schachteln aber sind keine großzügigen Bewegungen möglich.
6. Wer für Kinder schreibt, der darf offen darauf hinweisen, dass sich die Menschen auf diesem Planeten nicht wie die Säue benehmen sollten.
7. Was ich schreibe, muss so wichtig sein, dass es auch Kinder interessiert.

## Auszeichnungen
- 1978: 1. Preis des Debütanten-Wettbewerbes der Hörspielabteilung beim Rundfunk der DDR für Der Fahrer und die Köchin
- 1980: Autorenpreis der Kritiker beim Hörspielpreis der DDR für Der Fahrer und die Köchin
- 1985: Sonderpreis im Autorenwettbewerb des Hörspielpreises der DDR für: Der Vogelkopp
- 1987: Lessingpreis der DDR
- 1989: Terre des Hommes-Kinderhörspielpreis für Sauwetterwind, Regie: Ulf Becker (WDR)
- 1990: Kinderhörspielpreis des Funkhauses Berlin für Adrian und Lavendel
- 2004: Aufnahme des Buches Prinzessin Wachtelei mit dem goldenen Herzen in die Liste der Besten 7
- 2008: Aufnahme von Prinzessin Zartfuß und die sieben Elefanten in die Kollektion zum Österreichischen Kinder- und Jugendbuchpreis
- 2008: Aufnahme des Buches Betti Kettenhemd in die Liste der Besten 7
- 2009: Österreichischer Kinder- und Jugendbuchpreis für Betti Kettenhemd
- 2011: Aufnahme von Marta-Maria in die Kollektion zum Österreichischen Kinder- und Jugendbuchpreis
- 2011: LesePeter des Monats Januar für das Kinderbuch Bummelpeters Weihnachtsfest[4]
- 2015: Aufnahme des Buches Das tanzende Häuschen in die Liste der Besten 7
- 2018: Buch des Monats Juni 2018 (Institut für Jugendliteratur) Henrikes Dachgarten – Das Wunder auf der Krummen Sieben
- 2018: Die besten 7 Bücher für junge Leser (Deutschlandfunk, Juli 2018) Henrikes Dachgarten – Das Wunder auf der Krummen Sieben
- 2019: Österreichischer Kinder- und Jugendbuchpreis für Henrikes Dachgarten
- 2021: Aufnahme von Tok-Tok im Eulengrund. Das Geheimnis der Vogelfrau in die Kollektion zum Österreichischen Kinder- und Jugendpreis.